# Kener Arce
Kener Arce (n. San Lorenzo, Ecuador; 17 de junio de 1988) es un futbolista ecuatoriano. Juega de centrocampista y su equipo actual es Manta Fútbol Club de la Serie B de Ecuador.

## Trayectoria
Se inició en las divisiones menores de Espoli club en el que debutó en el 2006, posteriormente tuvo pocas actuaciones en el equipo principal pero en las categorías inferiores siempre destacó, en los años 2010 y 2012 se adueñó del puesto titular del cuadro Policial, tanto así que para la temporada 2012 fichó para el Olmedo de Riobamba, esta temporada fue aceptable y para el año siguiente firma para Liga de Loja, siendo un jugador medianamente destacado, incluso jugando Copa Sudamericana, tras el descenso del equipo Lojano en el 2015, ficha por el Fuerza Amarilla para la siguiente temporada.

## Estadísticas

### Clubes
Actualizado al último partido disputado el 24 de octubre de 2024.
| Club                              | Temporada     | Liga  | Liga  | Copa nacional | Copa nacional | Copas internacionales | Copas internacionales | Total | Total | Total  |
| Club                              | Temporada     | Part. | Goles | Part.         | Goles         | Part.                 | Goles                 | Part. | Goles | Asist. |
| --------------------------------- | ------------- | ----- | ----- | ------------- | ------------- | --------------------- | --------------------- | ----- | ----- | ------ |
| Espoli · Ecuador                  | 2006          | 4     | 1     | -             | -             | -                     | -                     | 4     | 1     | -      |
| Espoli · Ecuador                  | 2007          | 0     | 0     | -             | -             | -                     | -                     | 0     | 0     | -      |
| Espoli · Ecuador                  | 2008          | 2     | 0     | -             | -             | -                     | -                     | 2     | 0     | -      |
| Espoli · Ecuador                  | 2009          | 9     | 0     | -             | -             | -                     | -                     | 9     | 0     | -      |
| Espoli · Ecuador                  | 2010          | 34    | 0     | -             | -             | -                     | -                     | 34    | 0     | -      |
| Espoli · Ecuador                  | 2011          | 32    | 0     | -             | -             | -                     | -                     | 32    | 0     | -      |
| Espoli · Ecuador                  | Total         | 81    | 1     | -             | -             | -                     | -                     | 81    | 1     | -      |
| Olmedo · Ecuador                  | 2012          | 28    | 0     | -             | -             | -                     | -                     | 28    | 0     | -      |
| Olmedo · Ecuador                  | Total         | 28    | 0     | -             | -             | -                     | -                     | 28    | 0     | -      |
| Liga de Loja · Ecuador            | 2013          | 21    | 1     | -             | -             | 7                     | 0                     | 21    | 1     | -      |
| Liga de Loja · Ecuador            | 2014          | 29    | 0     | -             | -             | -                     | -                     | 29    | 0     | -      |
| Liga de Loja · Ecuador            | 2015          | 30    | 0     | -             | -             | -                     | -                     | 30    | 0     | -      |
| Liga de Loja · Ecuador            | Total         | 80    | 1     | -             | -             | 7                     | 0                     | 87    | 1     | -      |
| Fuerza Amarilla · Ecuador         | 2016          | 38    | 0     | -             | -             | -                     | -                     | 38    | 0     | -      |
| Fuerza Amarilla · Ecuador         | Total         | 38    | 0     | -             | -             | -                     | -                     | 38    | 0     | -      |
| Independiente del Valle · Ecuador | 2017          | 26    | 1     | -             | -             | 3                     | 0                     | 29    | 1     | -      |
| Independiente del Valle · Ecuador | 2018          | 14    | 0     | -             | -             | 2                     | 0                     | 16    | 0     | -      |
| Independiente del Valle · Ecuador | Total         | 40    | 1     | -             | -             | 5                     | 0                     | 45    | 1     | -      |
| Macará · Ecuador                  | 2019          | 32    | 0     | 2             | 0             | 4                     | 0                     | 38    | 0     | -      |
| Deportivo Cuenca · Ecuador        | 2020          | 4     | 1     | 0             | 0             | -                     | -                     | 4     | 1     | -      |
| Deportivo Cuenca · Ecuador        | Total         | 4     | 1     | 0             | 0             | -                     | -                     | 4     | 1     | -      |
| Macará · Ecuador                  | 2020          | 17    | 0     | 0             | 0             | -                     | -                     | 17    | 0     | -      |
| Cumbayá F. C. · Ecuador           | 2021          | 12    | 1     | 0             | 0             | -                     | -                     | 12    | 1     | -      |
| Cumbayá F. C. · Ecuador           | 2022          | 28    | 0     | 2             | 0             | -                     | -                     | 30    | 0     | -      |
| Cumbayá F. C. · Ecuador           | Total         | 40    | 1     | 2             | 0             | -                     | -                     | 42    | 1     | -      |
| Macará · Ecuador                  | 2023          | 31    | 1     | 0             | 0             | -                     | -                     | 31    | 1     | -      |
| Macará · Ecuador                  | Total         | 80    | 1     | 2             | 0             | 4                     | 0                     | 86    | 1     | -      |
| Manta F. C. · Ecuador             | 2024          | 30    | 1     | 0             | 0             | -                     | -                     | 30    | 1     | 1      |
| Manta F. C. · Ecuador             | Total         | 30    | 1     | 0             | 0             | 0                     | 0                     | 30    | 1     | 1      |
| Total carrera                     | Total carrera | 421   | 7     | 4             | 0             | 16                    | 0                     | 441   | 7     | 1      |
| 1. 2.                             |               |       |       |               |               |                       |                       |       |       |        |

## Palmarés

### Campeonatos nacionales
| Título             | Club          | País    | Año  |
| ------------------ | ------------- | ------- | ---- |
| Serie B de Ecuador | Cumbayá F. C. | Ecuador | 2021 |
| Serie B de Ecuador | Macará        | Ecuador | 2023 |